# 35056 Cullers
35056 Cullers è un asteroide areosecante. Scoperto nel 1984, presenta un'orbita caratterizzata da un semiasse maggiore pari a 2,4448761 UA e da un'eccentricità di 0,3201854, inclinata di 23,53336° rispetto all'eclittica.